# Lorri Bagley
Lorri Bagley (* 5. August 1973 in Dallas, Texas) ist eine US-amerikanische Schauspielerin und Model.
Bagley hatte ihr Fernsehdebüt in jungen Jahren, als sie 1982 in Late Night with David Letterman auftrat. Als Model war sie für Dior, Chanel und Issey Miyake tätig, ebenso fünf Jahre lang für Victoria’s Secret. Sie spielte in mehreren Filmen mit, darunter Tommy Boy und Mickey Blue Eyes. Ebenso war sie für 22 Folgen Teil der Besetzung in der Sitcom Veronica.

## Filmografie
- 1995: Tommy Boy – Durch dick und dünn (Tommy Boy)
- 1996: Kingpin
- 1997: Die Deli (The Deli)
- 1998: Studio 54 (54)
- 1998: Celebrity – Schön. Reich. Berühmt. (Celebrity)
- 1998: Jung und Leidenschaftlich – Wie das Leben so spielt (As the World Turns, Fernsehserie)
- 1999: Mickey Blue Eyes
- 1999: Chaos City (Spin City, Fernsehserie, eine Folge)
- 1999: Trick
- 1999–2000: Veronica (Veronica’s Closet, Fernsehserie, 21 Folgen)
- 2000: Second Chance – Alles wird gut (The Crew)
- 2001: Third Watch – Einsatz am Limit (Third Watch, Fernsehserie, eine Folge)
- 2001: Peroxide Leidenschaft
- 2002: BS (Fernsehfilm)
- 2002: Ice Age (Sprechrolle)
- 2004: Poster Boy
- 2004: Die Frauen von Stepford (The Stepford Wives)
- 2006: Criminal Intent – Verbrechen im Visier (Law & Order: Criminal Intent, Fernsehserie, eine Folge)
- 2009: Brief Interviews with Hideous Men